# Wyaconda
Wyaconda é uma cidade localizada no estado americano de Missouri, no Condado de Clark.

## Demografia
Segundo o censo americano de 2000, a sua população era de 310 habitantes. Em 2006, foi estimada uma população de 299, um decréscimo de 11 (-3.5%).

## Geografia
De acordo com o United States Census Bureau tem uma área de 1,7 quilômetros quadrados, dos quais 1,7 quilômetros quadrados cobertos por terra e 0,0 quilômetros quadrados cobertos por água. Wyaconda localiza-se a aproximadamente 226 metros acima do nível do mar.

## Localidades na vizinhança
O diagrama seguinte representa as localidades num raio de 16 km ao redor de Wyaconda.